# Keolis Danmark
Keolis Danmark A/S er et dansk letbane- og busselskab med hovedkvarter i Glostrup. Det er siden 2014 et datterselskab til franske Keolis. Selskabet blev etableret i 1989 under navnet Skibby Bustrafik A/S. Fra 1994 til 2007 var det kendt som Partner Bus A/S. Fra 2007 til 2014 var virksomheden kendt som Netbus og Nettbuss, indtil de blev overtaget af franske Keolis. I 2025 købte de busselskabet Anchersen.
Keolis har kontraktkørsel på Odense Letbane og Aarhus Letbane. De har 450 busser der kører kontraktkørsel for trafikselskaberne i Danmark. I regnskabsåret 2023 havde de 1.019 ansatte og omsatte for 903 mio. kroner.